# Айдана (град, Орегон)
Айдана (на английски: Idanha) е град в окръг Мариън, щата Орегон, САЩ. Айдана е с население от 232 жители (2000) и обща площ от 2,8 km². Намира се на 523,6 m надморска височина. ЗИП кодът му е 97350, а телефонният му код е 503.